# Ferrodinamikus műszer

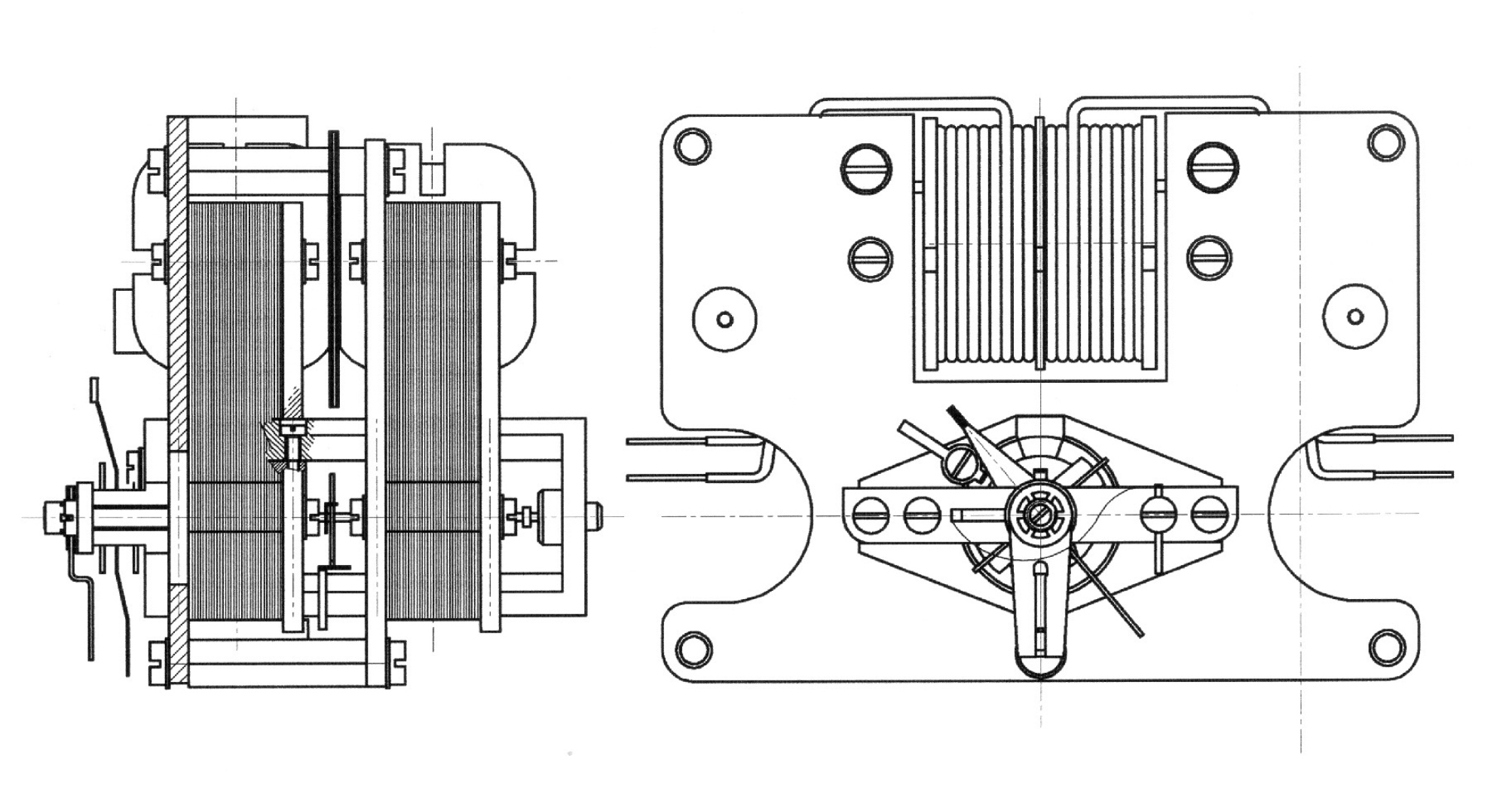
Kétrendszerű ferrodinamikus műszer

A ferrodinamikus műszer lényegében egy olyan lengőtekercses műszer, melyben állandó mágnes helyett elektromágnes van. 

## Működési elve
A ferrodinamikus mérőművekben mindig két vezetőrendszer van: álló, és elmozduló (lengő) tekercs. A mérőmű az ezekbe vezetett áramok kölcsönhatásával működik. Ha az állótekercsbe I1, és a lengőtekercsbe I2 áramot vezetnek a keletkező elektromágneses erőpár, illetve annak nyomatéka a lengőt, visszatérítő nyomaték ellenében elfordítja. A kitérítő nyomaték nagysága függ a tekercsek gerjesztésének nagyságától. Lényegében a ferrodinamikus mérőmű megegyezik az elektrodinamikus mérőműveknél elmondottakkal.

## Alapvető különbség az elektrodinamikus műszertől
A lengőtekercses műszerhez hasonlóan, annak állandó mágnesét és lágyvas magját helyettesítették olyan, lemezekből összeállított vasmaggal, amelyet a mérőmű álló tekercsében folyó áram mágnesez. Ezzel a mérőmű kitérítő nyomatékát lehet megsokszorozni az elektrodinamikus mérőműhöz képest. Ennek mértéke ugyanakkora álló és lengő ampermenetszámmal (gerjesztéssel) 25-szörös is lehet. A ferrodinamikus mérőmű, a mérendő áram jelalakjától függetlenül, annak effektív értékét méri.

## A műszer mérési egyenlete egyenáramon
I1 * I2 * k = visszatérítő nyomaték. (ahol k a mérőműre jellemző tapasztalati érték)
Másfelől felírva:	I1 *n1 *I2 *n2 *k1 = visszatérítő nyomaték. (ahol k1 a mérőműre jellemző tapasztalati érték, n1 és n2 a tekercsek menetszáma)

## A műszer mérési egyenlete váltakozó áramon
I1 * I2 * k * cos φ = visszatérítő nyomaték. (ahol k a mérőműre jellemző tapasztalati érték)
Másfelől felírva:	I1 *n1 *I2 *n2 *k1 * cos φ =visszatérítő nyomaték. (ahol k1 a mérőműre jellemző tapasztalati érték, n1 és n2 a tekercsek menetszáma, és 
cos φ = a két áram által bezárt szög (φ) miatt csak az áramnak hasznosuló vektora)
P = U * I * cos φ		(hatásos teljesítmény)

## A műszer mérési egyenlete háromfázisú váltakozó áramon
P = √3 * U * I * cos φ		(hatásos teljesítmény)
A ferrodinamikus műszerek főleg váltakozó áramú mérésekre készülnek. Természetesen egyenáramú mérésre is használhatóak, azonban a vas miatt ilyenkor különböző hibák léphetnek fel. Olyan vasanyagot kell (ene) használni, melynek μr kezdeti permeabilitása igen nagy, veszteségi tényezője, pedig igen kicsi. (permalloy, mumetal stb.)